# Chodup Tsering Lama
Chodup Tsering Lama aussi écrit Chodup Tchiring Lama, né en 1955 au Tibet est un ancien moine tibétain, président de la communauté tibétaine en Italie.

## Biographie
Chodup Tsering Lama né en 1955 au Tibet s'en est échappé à l'âge de 5 ans. Il est diplômé en philosophie et psychologie bouddhistes à l'université Sampurnanand de Sanskrit de Varanasi, en Inde. Il a enseigné à l'université monastique de Drepung et de Sera en Inde du Sud. Il a été chercheur au département de la conservation des manuscrits anciens.
En 1985, il est invité par le Centre d'études tibétaines de Ghe Pel Ling en Italie, il travaille comme traducteur à l'Ismeo de Milan. 
Il est souvent l'interprète du 14e dalaï-lama lors de ses voyages en Italie. Il est membre fondateur de l'Association italo-tibétaine et de la communauté tibétaine en Italie (composée d'environ 200 personnes) et président de la Maison de la culture tibétaine du Tibet et du Centre d'étude tibétain de Shambala. Marié, il a un fils (le premier Tibétain né en Italie d'un couple tibétain). Il a participé à plusieurs émissions de télévision et a écrit des articles, et des ouvrages sur le Tibet.

## Publications
- (it + bo) Nuovo parlo tibetano, avec Margherita Blanchietti, Vallardi A., 2003,  (ISBN 8882118207 et 9788882118204)